# Campeonato Mundial de Voleibol Femenino Sub-17 de 2024
El I Campeonato Mundial de Voleibol Femenino Sub-17 fue la primera edición de un campeonato mundial de vóley en esta categoría, se realizó del 17 al 24 de agosto de 2024 en Perú.
Fue organizado por la Federación Peruana de Voleibol y la Federación Internacional de Voleibol, y compitieron 16 selecciones nacionales de voleibol sub-17.

## Formato de competición
La competición constó de dos etapas: la primera etapa fue la fase de grupos, donde los 16 equipos participantes fueron divididos en cuatro grupos de cuatro donde se enfrentaron en un sistema de todos contra todos. 
La segunda etapa fue una ronda de eliminación directa donde clasificaron los 16 equipos participantes y las llaves se emparejaron dependiendo la ubicación obtenida en la fase previa. Esta fase consistió de partidos por octavos de final, cuartos de final, semifinales y final.

## Sedes
| Foto | Sede                               | Distrito          |
| ---- | ---------------------------------- | ----------------- |
|      | Polideportivo de Villa El Salvador | Villa el Salvador |
|      | Coliseo Eduardo Dibós              | San Borja         |

## Torneo Antesala
El torneo antesala, por motivos de patrocinio denominado Copa Magnesol, fue un cuadrangular amistoso que se celebra antes de la Copa Mundial Sub-17. En este evento, las selecciones de Perú, Japón, Italia y República Dominicana se enfrentaron como parte de su preparación.
El torneo se jugó en el Coliseo Eduardo Dibós, del Distrito de San Borja y en el Polideportivo de Villa El Salvador.
Equipos participantes:
| Perú | República Dominicana | Italia | Japón |

### Enfrentamientos
Fecha 1: 10 de agosto de 2024 / Sede: Coliseo Eduardo Dibós
- Perú (3) vs.  República Dominicana (1)[7]

Fecha 2: 11 de agosto de 2024 / Sede: Coliseo Eduardo Dibós
- Perú (1) vs.  Italia (3)[8]

Fecha 3: 13 de agosto de 2024 / Sede: Polideportivo de Villa El Salvador
- Perú (2) vs.  Japón (3)[9]
- República Dominicana (0) vs.  Italia (3)[10]

Fecha 4: 14 de agosto de 2024 / Sede: Polideportivo de Villa El Salvador
- República Dominicana (0) vs.  Japón (3)[11]
- Perú (1) vs.  Italia (3)

## Equipos participantes
El equipo del país anfitrión se clasifica automáticamente.
Cada confederación continental clasifica a tres equipos a través de la vía continental. En caso de que el equipo del país anfitrión consiga un lugar en el campeonato continental, el siguiente equipo mejor clasificado en ese torneo continental se clasifica para el Campeonato Mundial Sub-17.
Debido a que el torneo clasificatorio femenino africano de la CAVB, celebrado del 2 al 7 de diciembre de 2023, cuenta con solo tres equipos, es decir, menos del mínimo requerido de cuatro, la FIVB aprueba una excepción para asignar un lugar de clasificación al campeona del torneo de clasificación femenino africano (Egipto) para garantizar el principio de universalidad.
Los dos lugares restantes se otorgan a los dos mejores equipos nacionales cuartos clasificados en las eliminatorias continentales restantes según el Ranking Mundial Femenino U19 de la FIVB: Tailandia (en el puesto 5) y República Dominicana (en el puesto 13).
| Grupo A              | Grupo B   | Grupo C   | Grupo D      |
| -------------------- | --------- | --------- | ------------ |
| Perú                 | Turquía   | Italia    | Japón        |
| Brasil               | Tailandia | Argentina | Croacia      |
| República Dominicana | China     | Egipto    | Puerto Rico  |
| Canadá               | Ecuador   | México    | China Taipéi |

## Fase de grupos
- Todos los horarios corresponden a la hora local de Perú (UTC-5).

### Grupo A
| Pos | Países               | PJ | PG | PP | PTS | SF | SC | Coc.  | PF  | PC  | Coc.  |
| --- | -------------------- | -- | -- | -- | --- | -- | -- | ----- | --- | --- | ----- |
| 1   | Brasil               | 3  | 3  | 0  | 9   | 9  | 0  | MAX   | 225 | 140 | 1.607 |
| 2   | Perú                 | 3  | 2  | 1  | 6   | 6  | 4  | 1.500 | 229 | 210 | 1.090 |
| 3   | República Dominicana | 3  | 1  | 2  | 3   | 4  | 7  | 0.571 | 220 | 253 | 0.869 |
| 4   | Canadá               | 3  | 0  | 3  | 0   | 1  | 9  | 0.111 | 172 | 243 | 0.707 |

| 17 de agosto 16:30 | Canadá | 1:3                                    | República Dominicana | Coliseo Eduardo Dibós, Lima, Perú |  |
|                    |        | ( 21-25, 25-18, 18-25, 11-25 ) Reporte |                      |                                   |  |

| 17 de agosto 19:30 | Perú | 0:3                             | Brasil | Coliseo Eduardo Dibós, Lima, Perú |  |
|                    |      | ( 20-25, 15-25, 16-25 ) Reporte |        |                                   |  |

| 18 de agosto 16:30 | Brasil | 3:0                            | República Dominicana | Coliseo Eduardo Dibós, Lima, Perú |  |
|                    |        | ( 25-19, 25-16, 25-8 ) Reporte |                      |                                   |  |

| 18 de agosto 19:30 | Perú | 3:0                             | Canadá | Coliseo Eduardo Dibós, Lima, Perú |  |
|                    |      | ( 25-23, 25-14, 25-14 ) Reporte |        |                                   |  |

| 19 de agosto 16:30 | Brasil | 3:0                             | Canadá | Coliseo Eduardo Dibós, Lima, Perú |  |
|                    |        | ( 25-12, 25-18, 25-16 ) Reporte |        |                                   |  |

| 19 de agosto 19:30 | Perú | 3:1                                    | República Dominicana | Coliseo Eduardo Dibós, Lima, Perú |  |
|                    |      | ( 25-12, 25-19, 28-30, 25-23 ) Reporte |                      |                                   |  |

### Grupo B
| Pos | Países    | PJ | PG | PP | PTS | SF | SC | Coc.  | PF  | PC  | Coc.  |
| --- | --------- | -- | -- | -- | --- | -- | -- | ----- | --- | --- | ----- |
| 1   | China     | 3  | 3  | 0  | 9   | 9  | 1  | 9.000 | 250 | 154 | 1.623 |
| 2   | Turquía   | 3  | 2  | 1  | 6   | 7  | 3  | 2.333 | 238 | 209 | 1.138 |
| 3   | Tailandia | 3  | 1  | 2  | 3   | 3  | 6  | 0.500 | 177 | 198 | 0.893 |
| 4   | Ecuador   | 3  | 0  | 3  | 0   | 0  | 9  | 0.000 | 121 | 225 | 0.537 |

| 17 de agosto de 2024, 11:00 | Tailandia | 0:3                            | China | Villa Deportiva El Salvador, Lima, Perú |  |
|                             |           | ( 16-25, 8-25, 17-25 ) Reporte |       |                                         |  |

| 17 de agosto de 2024, 14:00 | Turquía | 3:0                             | Ecuador | Villa Deportiva El Salvador, Lima, Perú |  |
|                             |         | ( 25-18, 25-16, 25-14 ) Reporte |         |                                         |  |

| 18 de agosto de 2024, 11:00 | Tailandia | 3:0                             | Ecuador | Villa Deportiva El Salvador, Lima, Perú |  |
|                             |           | ( 25-14, 25-20, 25-12 ) Reporte |         |                                         |  |

| 18 de agosto de 2024, 14:00 | Turquía | 1:3                                    | China | Villa Deportiva El Salvador, Lima, Perú |  |
|                             |         | ( 20-25, 25-22, 26-28, 15-25 ) Reporte |       |                                         |  |

| 19 de agosto de 2024, 11:00 | Turquía | 3:0                             | Tailandia | Villa Deportiva El Salvador, Lima, Perú |  |
|                             |         | ( 25-23, 27-25, 25-13 ) Reporte |           |                                         |  |

| 19 de agosto de 2024, 14:00 | China | 3:0                           | Ecuador | Villa Deportiva El Salvador, Lima, Perú |  |
|                             |       | ( 25-7, 25-5, 25-15 ) Reporte |         |                                         |  |

### Grupo C
| Pos | Países    | PJ | PG | PP | PTS | SF | SC | Coc.  | PF  | PC  | Coc.  |
| --- | --------- | -- | -- | -- | --- | -- | -- | ----- | --- | --- | ----- |
| 1   | Italia    | 3  | 3  | 0  | 8   | 9  | 2  | 4.500 | 251 | 190 | 1.321 |
| 2   | México    | 3  | 2  | 1  | 7   | 8  | 3  | 2.666 | 243 | 210 | 1.157 |
| 3   | Argentina | 3  | 1  | 2  | 3   | 3  | 6  | 0.500 | 189 | 205 | 0.921 |
| 4   | Egipto    | 3  | 0  | 3  | 0   | 0  | 9  | 0.000 | 147 | 225 | 0.653 |

| 17 de agosto de 2024, 10:30 | Argentina | 3:0                             | Egipto | Coliseo Eduardo Dibós, Lima, Perú |  |
|                             |           | ( 25-18, 25-17, 25-20 ) Reporte |        |                                   |  |

| 17 de agosto de 2024, 13:30 | Italia | 3:2                                           | México | Coliseo Eduardo Dibós, Lima, Perú |  |
|                             |        | ( 19-25, 17-25, 25-14, 25-19, 15-10 ) Reporte |        |                                   |  |

| 18 de agosto de 2024, 10:30 | Argentina | 0:3                             | México | Coliseo Eduardo Dibós, Lima, Perú |  |
|                             |           | ( 22-25, 22-25, 19-25 ) Reporte |        |                                   |  |

| 18 de agosto de 2024, 13:30 | Italia | 3:0                              | Egipto | Coliseo Eduardo Dibós, Lima, Perú |  |
|                             |        | ( 25-10., 25-16, 25-20 ) Reporte |        |                                   |  |

| 19 de agosto de 2024, 10:30 | Egipto | 0:3                             | México | Coliseo Eduardo Dibós, Lima, Perú |  |
|                             |        | ( 19-25, 14-25, 13-25 ) Reporte |        |                                   |  |

| 19 de agosto de 2024, 13:30 | Italia | 3:0                             | Argentina | Coliseo Eduardo Dibós, Lima, Perú |  |
|                             |        | ( 25-12, 25-17, 25-22 ) Reporte |           |                                   |  |

### Grupo D
| Pos | Países       | PJ | PG | PP | PTS | SF | SC | Coc.  | PF  | PC  | Coc.  |
| --- | ------------ | -- | -- | -- | --- | -- | -- | ----- | --- | --- | ----- |
| 1   | Japón        | 3  | 3  | 0  | 9   | 9  | 2  | 4.500 | 266 | 201 | 1.323 |
| 2   | China Taipéi | 3  | 2  | 1  | 6   | 7  | 4  | 1.750 | 236 | 227 | 1.039 |
| 3   | Puerto Rico  | 3  | 1  | 2  | 3   | 3  | 6  | 0.500 | 190 | 205 | 0.926 |
| 4   | Croacia      | 3  | 0  | 3  | 0   | 2  | 9  | 0.222 | 205 | 264 | 0.776 |

| 17 de agosto de 2024, 17:00 | Croacia | 0:3                             | Puerto Rico | Villa Deportiva El Salvador, Lima, Perú |  |
|                             |         | ( 23-25, 21-25, 11-25 ) Reporte |             |                                         |  |

| 17 de agosto de 2024, 20:00 | Japón | 3:1                                    | China Taipéi | Villa Deportiva El Salvador, Lima, Perú |  |
|                             |       | ( 25-16, 20-25, 25-13, 25-14 ) Reporte |              |                                         |  |

| 18 de agosto de 2024, 17:00 | Croacia | 1:3                                    | China Taipéi | Villa Deportiva El Salvador, Lima, Perú |  |
|                             |         | ( 25-18, 14-25, 19-25, 15-25 ) Reporte |              |                                         |  |

| 18 de agosto de 2024, 20:00 | Japón | 3:0                             | Puerto Rico | Villa Deportiva El Salvador, Lima, Perú |  |
|                             |       | ( 25-10, 25-23, 25-23 ) Reporte |             |                                         |  |

| 19 de agosto de 2024, 17:00 | Puerto Rico | 0:3                             | China Taipéi | Villa Deportiva El Salvador, Lima, Perú |  |
|                             |             | ( 23-25, 16-25, 20-25 ) Reporte |              |                                         |  |

| 19 de agosto de 2024, 20:00 | Japón | 3:1                                    | Croacia | Villa Deportiva El Salvador, Lima, Perú |  |
|                             |       | ( 25-17, 21-25, 25-15, 25-20 ) Reporte |         |                                         |  |

### Play-offs 9.° al 16.° puesto
|  | Cuartos de final 9.° al 16° | Cuartos de final 9.° al 16° |           |             | Semifinal 9.° al 12.° | Semifinal 9.° al 12.° |  |             | Final por el 9.° puesto | Final por el 9.° puesto |  |
|  |                             |                             |           |             |                       |                       |  |             |                         |                         |  |
|  |                             |                             |           |             |                       |                       |  |             |                         |                         |  |
|  | Canadá                      | 1                           |           |             |                       |                       |  |             |                         |                         |  |
|  | Canadá                      | 1                           |           |             |                       |                       |  |             |                         |                         |  |
|  | Puerto Rico                 | 3                           |           |             |                       |                       |  |             |                         |                         |  |
|  | Puerto Rico                 | 3                           |           | Puerto Rico | 3                     |                       |  |             |                         |                         |  |
|  |                             |                             |           | Puerto Rico | 3                     |                       |  |             |                         |                         |  |
|  |                             |                             | Croacia   | 0           |                       |                       |  |             |                         |                         |  |
|  | República Dominicana        | 0                           | Croacia   | 0           |                       |                       |  |             |                         |                         |  |
|  | República Dominicana        | 0                           |           |             |                       |                       |  |             |                         |                         |  |
|  | Croacia                     | 3                           |           |             |                       |                       |  |             |                         |                         |  |
|  | Croacia                     | 3                           |           |             |                       |                       |  | Puerto Rico | 3                       |                         |  |
|  |                             |                             |           |             |                       |                       |  | Puerto Rico | 3                       |                         |  |
|  |                             |                             | Argentina | 0           |                       |                       |  |             |                         |                         |  |
|  | Tailandia                   | 3                           | Argentina | 0           |                       |                       |  |             |                         |                         |  |
|  | Tailandia                   | 3                           |           |             |                       |                       |  |             |                         |                         |  |
|  | Egipto                      | 1                           |           |             |                       |                       |  |             |                         |                         |  |
|  | Egipto                      | 1                           |           | Tailandia   | 2                     |                       |  |             |                         |                         |  |
|  |                             |                             |           | Tailandia   | 2                     |                       |  |             |                         |                         |  |
|  |                             |                             | Argentina | 3           |                       |                       |  |             |                         |                         |  |
|  | Ecuador                     | 0                           | Argentina | 3           |                       |                       |  |             |                         |                         |  |
|  | Ecuador                     | 0                           |           |             |                       |                       |  |             |                         |                         |  |
|  | Argentina                   | 3                           |           |             |                       |                       |  |             |                         |                         |  |
|  | Argentina                   | 3                           |           |             |                       |                       |  |             |                         |                         |  |
|  |                             |                             |           |             |                       |                       |  |             |                         |                         |  |

Partido por el 11.° puesto
|  | Final por el 11.° puesto |           |   |  |
|  |                          |           |   |  |
|  | Tailandia                | Tailandia | 3 |  |
|  | Tailandia                | Tailandia | 3 |  |
|  | Croacia                  | Croacia   | 0 |  |
|  | Croacia                  | Croacia   | 0 |  |

| 22 de agosto de 2024, 14:00 | Canadá | 1:3                                    | Puerto Rico | Villa Deportiva El Salvador, Lima, Perú |  |
|                             |        | ( 21-25, 25-16, 21-25, 19-25 ) Reporte |             |                                         |  |

| 22 de agosto de 2024, 11:00 | República Dominicana | 0:3                             | Croacia | Villa Deportiva El Salvador, Lima, Perú |  |
|                             |                      | ( 15-25, 20-25, 19-25 ) Reporte |         |                                         |  |

| 22 de agosto de 2024, 17:00 | Tailandia | 3:1                                    | Egipto | Villa Deportiva El Salvador, Lima, Perú |  |
|                             |           | ( 25-13, 23-25, 25-17, 25-13 ) Reporte |        |                                         |  |

| 22 de agosto de 2024, 20:00 | Argentina | 3:0                             | Ecuador | Villa Deportiva El Salvador, Lima, Perú |  |
|                             |           | ( 25-14, 25-21, 25-15 ) Reporte |         |                                         |  |

#### Semifinales del 9.° al 12.° puesto
| 23 de agosto de 2024, 17:00 | Puerto Rico | 3:0                             | Croacia | Villa Deportiva El Salvador, Lima, Perú |  |
|                             |             | ( 25-21, 30-28, 26-24 ) Reporte |         |                                         |  |

| 23 de agosto de 2024, 20:00 | Tailandia | 2:3                                          | Argentina | Villa Deportiva El Salvador, Lima, Perú |  |
|                             |           | ( 25-15, 22-25, 25-11, 16-25, 9-15 ) Reporte |           |                                         |  |

Semifinales del 13.° al 16.° puesto
|  | Semifinales del 13.° al 16.° puesto | Semifinales del 13.° al 16.° puesto | Semifinales del 13.° al 16.° puesto |        |        | Final por el 13.° puesto | Final por el 13.° puesto | Final por el 13.° puesto |  |
|  |                                     |                                     |                                     |        |        |                          |                          |                          |  |
|  |                                     |                                     |                                     |        |        |                          |                          |                          |  |
|  | Canadá                              | Canadá                              | 3                                   |        |        |                          |                          |                          |  |
|  | Canadá                              | Canadá                              | 3                                   |        |        |                          |                          |                          |  |
|  | República Dominicana                | República Dominicana                | 1                                   |        |        |                          |                          |                          |  |
|  | República Dominicana                | República Dominicana                | 1                                   |        | Canadá | Canadá                   | 3                        |                          |  |
|  |                                     |                                     |                                     |        | Canadá | Canadá                   | 3                        |                          |  |
|  |                                     |                                     | Egipto                              | Egipto | 2      |                          |                          |                          |  |
|  | Egipto                              | Egipto                              | Egipto                              | Egipto | 2      | 3                        |                          |                          |  |
|  | Egipto                              | Egipto                              |                                     |        |        | 3                        |                          |                          |  |
|  | Ecuador                             | Ecuador                             | 0                                   |        |        |                          |                          |                          |  |
|  | Ecuador                             | Ecuador                             | 0                                   |        |        |                          |                          |                          |  |
|  |                                     |                                     |                                     |        |        |                          |                          |                          |  |

Partido por el 15.° puesto
|  | Final por el 15.° puesto |                      |   |  |
|  |                          |                      |   |  |
|  | Ecuador                  | Ecuador              | 0 |  |
|  | Ecuador                  | Ecuador              | 0 |  |
|  | República Dominicana     | República Dominicana | 3 |  |
|  | República Dominicana     | República Dominicana | 3 |  |

#### Semifinales del 13.° al 16.° puesto
| 23 de agosto de 2024, 11:00 | Canadá | 3:1                                    | República Dominicana | Villa Deportiva El Salvador, Lima, Perú |  |
|                             |        | ( 26-24, 19-25, 25-21, 25-15 ) Reporte |                      |                                         |  |

| 23 de agosto de 2024, 14:00 | Egipto | 3:0                             | Ecuador | Villa Deportiva El Salvador, Lima, Perú |  |
|                             |        | ( 25-20, 25-21, 25-20 ) Reporte |         |                                         |  |

#### Partido por el 15.° puesto
| 24 de agosto de 2024, 09:00 | República Dominicana | 3:0                             | Ecuador | Villa Deportiva El Salvador, Lima, Perú |  |
|                             |                      | ( 25-17, 25-18, 25-20 ) Reporte |         |                                         |  |

#### Partido por el 13.° puesto
| 24 de agosto de 2024, 12:00 | Canadá | 3:2                                           | Egipto | Villa Deportiva El Salvador, Lima, Perú |  |
|                             |        | ( 25-19, 27-25, 25-27, 20-25, 15-13 ) Reporte |        |                                         |  |

#### Partido por el 11.° puesto
| 24 de agosto de 2024, 15:00 | Croacia | 0:3                             | Tailandia | Villa Deportiva El Salvador, Lima, Perú |  |
|                             |         | ( 21-25, 17-25, 17-25 ) Reporte |           |                                         |  |

#### Partido por el 9.° puesto
| 24 de agosto de 2024, 18:00 | Puerto Rico | 3:0                             | Argentina | Villa Deportiva El Salvador, Lima, Perú |  |
|                             |             | ( 26-24, 25-14, 25-21 ) Reporte |           |                                         |  |

## Fase de eliminación
|  | Octavos de final | Octavos de final     | Octavos de final |              |              | Cuartos de final | Cuartos de final | Cuartos de final |  |       | Semifinales | Semifinales | Semifinales |        |                   | Final             | Final             | Final |  |
|  |                  |                      |                  |              |              |                  |                  |                  |  |       |             |             |             |        |                   |                   |                   |       |  |
|  |                  |                      |                  |              |              |                  |                  |                  |  |       |             |             |             |        |                   |                   |                   |       |  |
|  | 1D               | Japón                | 3                |              |              |                  |                  |                  |  |       |             |             |             |        |                   |                   |                   |       |  |
|  | 1D               | Japón                | 3                |              |              |                  |                  |                  |  |       |             |             |             |        |                   |                   |                   |       |  |
|  | 4B               | Ecuador              | 0                |              |              |                  |                  |                  |  |       |             |             |             |        |                   |                   |                   |       |  |
|  | 4B               | Ecuador              | 0                |              | Japón        | Japón            | 3                |                  |  |       |             |             |             |        |                   |                   |                   |       |  |
|  |                  |                      |                  |              | Japón        | Japón            | 3                |                  |  |       |             |             |             |        |                   |                   |                   |       |  |
|  |                  |                      | Perú             | Perú         | 1            |                  |                  |                  |  |       |             |             |             |        |                   |                   |                   |       |  |
|  | 2A               | Perú                 | Perú             | Perú         | 1            | 3                |                  |                  |  |       |             |             |             |        |                   |                   |                   |       |  |
|  | 2A               | Perú                 |                  |              |              |                  |                  |                  |  |       |             |             |             |        |                   |                   |                   |       |  |
|  | 3C               | Argentina            | 2                |              |              |                  |                  |                  |  |       |             |             |             |        |                   |                   |                   |       |  |
|  | 3C               | Argentina            | 2                |              |              |                  |                  |                  |  | Japón | Japón       | 3           |             |        |                   |                   |                   |       |  |
|  |                  |                      |                  |              |              |                  |                  |                  |  | Japón | Japón       | 3           |             |        |                   |                   |                   |       |  |
|  |                  |                      | Italia           | Italia       | 1            |                  |                  |                  |  |       |             |             |             |        |                   |                   |                   |       |  |
|  | 1C               | Italia               | Italia           | Italia       | 1            | 3                |                  |                  |  |       |             |             |             |        |                   |                   |                   |       |  |
|  | 1C               | Italia               |                  |              |              |                  |                  |                  |  |       |             |             |             |        |                   |                   |                   |       |  |
|  | 4A               | Canadá               | 0                |              |              |                  |                  |                  |  |       |             |             |             |        |                   |                   |                   |       |  |
|  | 4A               | Canadá               | 0                |              | Italia       | Italia           | 3                |                  |  |       |             |             |             |        |                   |                   |                   |       |  |
|  |                  |                      |                  |              | Italia       | Italia           | 3                |                  |  |       |             |             |             |        |                   |                   |                   |       |  |
|  |                  |                      | Turquía          | Turquía      | 1            |                  |                  |                  |  |       |             |             |             |        |                   |                   |                   |       |  |
|  | 2B               | Turquía              | Turquía          | Turquía      | 1            | 3                |                  |                  |  |       |             |             |             |        |                   |                   |                   |       |  |
|  | 2B               | Turquía              |                  |              |              |                  |                  |                  |  |       |             |             |             |        |                   |                   |                   |       |  |
|  | 3D               | Puerto Rico          | 0                |              |              |                  |                  |                  |  |       |             |             |             |        |                   |                   |                   |       |  |
|  | 3D               | Puerto Rico          | 0                |              |              |                  |                  |                  |  |       |             |             |             |        | Japón             | Japón             | 0                 |       |  |
|  |                  |                      |                  |              |              |                  |                  |                  |  |       |             |             |             |        | Japón             | Japón             | 0                 |       |  |
|  |                  |                      | China            | China        | 3            |                  |                  |                  |  |       |             |             |             |        |                   |                   |                   |       |  |
|  | 2C               | México               | China            | China        | 3            | 3                |                  |                  |  |       |             |             |             |        |                   |                   |                   |       |  |
|  | 2C               | México               |                  |              |              |                  |                  |                  |  |       |             |             |             |        |                   |                   |                   |       |  |
|  | 3A               | República Dominicana | 0                |              |              |                  |                  |                  |  |       |             |             |             |        |                   |                   |                   |       |  |
|  | 3A               | República Dominicana | 0                |              | México       | México           | 0                |                  |  |       |             |             |             |        |                   |                   |                   |       |  |
|  |                  |                      |                  |              | México       | México           | 0                |                  |  |       |             |             |             |        |                   |                   |                   |       |  |
|  |                  |                      | China            | China        | 3            |                  |                  |                  |  |       |             |             |             |        |                   |                   |                   |       |  |
|  | 1B               | China                | China            | China        | 3            | 3                |                  |                  |  |       |             |             |             |        |                   |                   |                   |       |  |
|  | 1B               | China                |                  |              |              |                  |                  |                  |  |       |             |             |             |        |                   |                   |                   |       |  |
|  | 4D               | Croacia              | 0                |              |              |                  |                  |                  |  |       |             |             |             |        |                   |                   |                   |       |  |
|  | 4D               | Croacia              | 0                |              |              |                  |                  |                  |  | China | China       | 3           |             |        |                   |                   |                   |       |  |
|  |                  |                      |                  |              |              |                  |                  |                  |  | China | China       | 3           |             |        |                   |                   |                   |       |  |
|  |                  |                      | China Taipéi     | China Taipéi | 0            |                  |                  |                  |  |       |             |             |             |        |                   |                   |                   |       |  |
|  | 2D               | China Taipéi         | China Taipéi     | China Taipéi | 0            | 3                |                  |                  |  |       |             |             |             |        |                   |                   |                   |       |  |
|  | 2D               | China Taipéi         |                  |              |              |                  |                  |                  |  |       |             |             |             |        |                   |                   |                   |       |  |
|  | 3B               | Tailandia            | 0                |              |              |                  |                  |                  |  |       |             |             |             |        |                   |                   |                   |       |  |
|  | 3B               | Tailandia            | 0                |              | China Taipéi | China Taipéi     | 3                |                  |  |       |             |             |             |        | Medalla de Bronce | Medalla de Bronce | Medalla de Bronce |       |  |
|  |                  |                      |                  |              | China Taipéi | China Taipéi     | 3                |                  |  |       |             |             |             |        | Medalla de Bronce | Medalla de Bronce | Medalla de Bronce |       |  |
|  |                  |                      | Brasil           | Brasil       | 1            |                  |                  |                  |  |       |             |             |             |        |                   |                   |                   |       |  |
|  | 1A               | Brasil               | Brasil           | Brasil       | 1            | 3                |                  |                  |  |       |             |             |             | Italia | Italia            | 3                 |                   |       |  |
|  | 1A               | Brasil               |                  |              |              |                  |                  |                  |  |       |             |             |             | Italia | Italia            | 3                 |                   |       |  |
|  | 4C               | Egipto               | 1                |              |              |                  |                  |                  |  |       |             |             |             |        |                   | China Taipéi      | China Taipéi      | 1     |  |
|  | 4C               | Egipto               | 1                |              |              |                  |                  |                  |  |       |             |             |             |        |                   | China Taipéi      | China Taipéi      | 1     |  |
|  |                  |                      |                  |              |              |                  |                  |                  |  |       |             |             |             |        |                   |                   |                   |       |  |

### Octavos de final
| 20 de agosto de 2024, 20:00 | Japón | 3:0                            | Ecuador | Villa Deportiva El Salvador, Lima, Perú |  |
|                             |       | ( 25-9, 25-18, 25-15 ) Reporte |         |                                         |  |

| 20 de agosto de 2024, 19:30 | Perú | 3:2                                           | Argentina | Coliseo Eduardo Dibós, Lima, Perú |  |
|                             |      | ( 21-25, 25-19, 25-20, 21-25, 15-13 ) Reporte |           |                                   |  |

| 20 de agosto de 2024, 10:30 | Italia | 3:0                             | Canadá | Coliseo Eduardo Dibós, Lima, Perú |  |
|                             |        | ( 25-19, 25-17, 25-17 ) Reporte |        |                                   |  |

| 20 de agosto de 2024, 14:00 | Turquía | 3:0                            | Puerto Rico | Villa Deportiva El Salvador, Lima, Perú |  |
|                             |         | ( 25-18, 25-7, 25-18 ) Reporte |             |                                         |  |

| 20 de agosto de 2024, 16:30 | México | 3:0                             | República Dominicana | Coliseo Eduardo Dibós, Lima, Perú |  |
|                             |        | ( 25-18, 25-19, 25-16 ) Reporte |                      |                                   |  |

| 20 de agosto de 2024, 17:00 | China | 3:0                            | Croacia | Villa Deportiva El Salvador, Lima, Perú |  |
|                             |       | ( 25-12, 25-7, 25-11 ) Reporte |         |                                         |  |

| 20 de agosto de 2024, 11:00 | China Taipéi | 3:0                             | Tailandia | Villa Deportiva El Salvador, Lima, Perú |  |
|                             |              | ( 25-14, 25-15, 25-22 ) Reporte |           |                                         |  |

| 20 de agosto de 2024, 13:30 | Brasil | 3:1                                    | Egipto | Coliseo Eduardo Dibós, Lima, Perú |  |
|                             |        | ( 25-18, 25-13, 15-25, 25-12 ) Reporte |        |                                   |  |

Play offs del 5° al 8° puesto
|  | Semifinales 5° al 8° | Semifinales 5° al 8° | Semifinales 5° al 8° |        |      | Final por el 5° puesto | Final por el 5° puesto | Final por el 5° puesto |  |
|  |                      |                      |                      |        |      |                        |                        |                        |  |
|  |                      |                      |                      |        |      |                        |                        |                        |  |
|  | Perú                 | Perú                 | 3                    |        |      |                        |                        |                        |  |
|  | Perú                 | Perú                 | 3                    |        |      |                        |                        |                        |  |
|  | Turquía              | Turquía              | 1                    |        |      |                        |                        |                        |  |
|  | Turquía              | Turquía              | 1                    |        | Perú | Perú                   | 1                      |                        |  |
|  |                      |                      |                      |        | Perú | Perú                   | 1                      |                        |  |
|  |                      |                      | Brasil               | Brasil | 3    |                        |                        |                        |  |
|  | Brasil               | Brasil               | Brasil               | Brasil | 3    | 3                      |                        |                        |  |
|  | Brasil               | Brasil               |                      |        |      | 3                      |                        |                        |  |
|  | México               | México               | 2                    |        |      |                        |                        |                        |  |
|  | México               | México               | 2                    |        |      |                        |                        |                        |  |
|  |                      |                      |                      |        |      |                        |                        |                        |  |

Partido por el 7° puesto
|  | Partido por el 7° puesto |         |   |  |
|  |                          |         |   |  |
|  | México                   | México  | 1 |  |
|  | México                   | México  | 1 |  |
|  | Turquía                  | Turquía | 3 |  |
|  | Turquía                  | Turquía | 3 |  |

### Cuartos de final
| 22 de agosto de 2024, 19:30 | Perú | 1:3                                    | Japón | Coliseo Eduardo Dibós, Lima, Perú |  |
|                             |      | ( 21-25, 15-25, 25-23, 17-25 ) Reporte |       |                                   |  |

| 22 de agosto de 2024, 16:30 | Italia | 3:1                                   | Turquía | Coliseo Eduardo Dibós, Lima, Perú |  |
|                             |        | ( 21-25, 25-15, 25-18,25-23 ) Reporte |         |                                   |  |

| 22 de agosto de 2024, 10:30 | México | 0:3                            | China | Coliseo Eduardo Dibós, Lima, Perú |  |
|                             |        | ( 10-25, 16-25, 6-25 ) Reporte |       |                                   |  |

| 22 de agosto de 2024, 13:30 | China Taipéi | 3:1                                    | Brasil | Coliseo Eduardo Dibós, Lima, Perú |  |
|                             |              | ( 23-25, 25-19, 25-20, 25-19 ) Reporte |        |                                   |  |

#### Semifinales del 5.° al 8.° puesto
| 23 de agosto de 2024, 19:30 | Turquía | 1:3                                    | Perú | Coliseo Eduardo Dibós, Lima, Perú |  |
|                             |         | ( 22-25, 17-25, 25-22, 21-25 ) Reporte |      |                                   |  |

| 23 de agosto de 2024, 10:30 | México | 2:3                                          | Brasil | Coliseo Eduardo Dibós, Lima, Perú |  |
|                             |        | ( 25-20, 12-25, 26-24, 17-25, 9-15 ) Reporte |        |                                   |  |

#### Partido por el 7.° puesto
| 24 de agosto de 2024, 10:30 | Turquía | 3:1                                    | México | Coliseo Eduardo Dibós, Lima, Perú |  |
|                             |         | ( 25-17, 25-19, 22-25, 25-15 ) Reporte |        |                                   |  |

#### Partido por el 5.° puesto
| 24 de agosto de 2024, 16:30 | Perú | 1:3                                   | Brasil | Coliseo Eduardo Dibós, Lima, Perú |  |
|                             |      | ( 13-25. 20-25, 26-24, 6-25 ) Reporte |        |                                   |  |

### Semifinales
| 23 de agosto de 2024, 16:30 | Italia | 1:3                                    | Japón | Coliseo Eduardo Dibós, Lima, Perú |  |
|                             |        | ( 17-25, 11-25, 25-20, 22-25 ) Reporte |       |                                   |  |

| 23 de agosto de 2024, 13:30 | China | 3:0                             | China Taipéi | Coliseo Eduardo Dibós, Lima, Perú |  |
|                             |       | ( 25-17, 25-15, 25-19 ) Reporte |              |                                   |  |

#### Partido por el 3.º puesto
| 24 de agosto de 2024, 13:30 | Italia | 3:1                                    | China Taipéi | Coliseo Eduardo Dibós, Lima, Perú |  |
|                             |        | ( 19-25, 25-17, 25-20, 25-22 ) Reporte |              |                                   |  |

### Final
| 24 de agosto de 2024, 19:30 | China | 3:0                             | Japón | Coliseo Eduardo Dibós, Lima, Perú |  |
|                             |       | ( 25-19, 25-22, 25-18 ) Reporte |       |                                   |  |

## Posiciones finales
| Pos.              | Equipo               |
| ----------------- | -------------------- |
| Medalla de oro    | China                |
| Medalla de plata  | Japón                |
| Medalla de bronce | Italia               |
| 4                 | China Taipéi         |
| 5                 | Brasil               |
| 6                 | Perú                 |
| 7                 | Turquía              |
| 8                 | México               |
| 9                 | Puerto Rico          |
| 10                | Argentina            |
| 11                | Tailandia            |
| 12                | Croacia              |
| 13                | Canadá               |
| 14                | Egipto               |
| 15                | República Dominicana |
| 16                | Ecuador              |

## Distinciones individuales
- Jugadora más valiosa: Yang Shuming ( China)
- Mejor armadora: Zhang Zixuan ( China)
- Mejor opuesta: Yang Shuming ( China)
- Mejores atacantes exteriores: Saya Nakayama ( Japón) y Ludovica Tosini ( Italia)
- Mejores bloqueadoras centrales: Chen Xiaohui ( China) y Alice Guerra ( Italia)
- Mejor líbero: Kokoro Semba ( Japón)

Estadísticamente, la máxima anotadora y atacante fue la argentina Justina Fortes, con 125 puntos en total (116 de ataque).